# Jimmy Douglas
James Edward Douglas, appelé plus couramment Jimmy Douglas (né le 12 janvier 1898 à East Newark dans le New Jersey et mort le 5 mars 1972 à Point Pleasant dans le même état) était un joueur américain de football, qui évoluait au poste de gardien de but.

## Biographie

### Carrière de joueur
Douglas commence sa carrière avec l'équipe jeune du Central Juniors de Newark, New Jersey en 1907 à l'âge de 9 ans. Les 14 années suivantes, il joue dans un certain nombre de clubs amateurs tels Ryerson, Antlers, Erie où Swansons. En 1922, il signe chez Harrison FC en American Soccer League (ASL). Cependant, il continue à jouer en tant qu'amateur, en refusant d'être payé. En 1922-1923, Douglas joue 33 matchs, avec 14 victoires et une moyenne de 2,44 buts encaissés par match. En 1923, il part pour les Newark Skeeters (à l'époque Newark FC). Douglas y passe 2 saisons, toujours en maintenant son statut amateur. En 1925, Douglas joue pour les New York Giants. Mais les Newark Skeeters continuent à écrire Douglas sur leur feuille de match et les Giants sont forcés de ne pas le laisser jouer pendant plusieurs matchs après la plainte de Newark auprès de la ligue. Après la résolution du problème par les Giants, Douglas peut jouer avec eux et y reste jusqu'en octobre 1927 où il va ensuite chez les Fall River Marksmen. Après une saison à Fall River, Douglas joue 12 matchs pendant la saison 1928-1929 avec les Philadelphia Field Club avant d'aller chez les Brooklyn Wanderers pour 3 matchs. Il finit la saison aux Fall River Marksmen. En 1929, Douglas rejoint les New York Nationals. En 1930, Charles Stoneham, propriétaire des Nationals, renomme son équipe les New York Giants quand les Giants se font rappeler New York Soccer Club. Douglas continue avec les Giants au printemps 1930 et à la fin de saison avant de partir pour les New York Americans en 1931. Il y joue 7 matchs, avant de prendre sa retraite.

### Équipe nationale
Douglas joue 9 fois en sélection avec les USA entre 1924 et 1930. Son premier match est pendant les Jeux olympiques de 1924. Il participe à une victoire 1-0 sur l'Estonie le 25 mai 1924, où Douglas est nommé meilleur joueur du match. Quatre jours plus tard, ils perdent contre l'Uruguay qui les élimine du tournoi. Douglas joue ensuite les deux autres matchs de l'équipe U.S. en 1924. En 1925, il participe à la victoire 1-0 contre la équipe du Canada de soccer à Montréal. En 1930, il joue à la coupe du monde 1930. Douglas joue contre la Belgique et le Paraguay avant de perdre contre l'Argentine en demi-finale. À la 4e minute, il est blessé au genou, ainsi que deux autres joueurs. Les remplacements ne sont à l'époque pas permis. Après le mondial, la sélection part pour Rio de Janeiro où ils perdent 4-3 contre les Brésiliens.
Le National Soccer Hall of Fame introduit Douglas en 1954. Douglas meurt le 5 mars 1972 à Point Pleasant, New Jersey.